# Макаров (хасидская династия)
Макаров — хасидская династия, основанная ребе Менахемом Нахумом Тверским из чернобыльской династии в местечке Макаров, Украина.

## Наследники династии
- Ребе Менахем Нахум Тверский (1805—1851) — сын ребе Мордехая Тверского из Чернобыля.
- Ребе Яаков Йицхок (умер в 1892) — сын ребе Нахума.
- Дов Бер Тверский (род. 2002) — сын ребе Яакова Йицхока.